# Лапоногов Олег
Олег Лапоногов (9 жовтня 1963, м. Броди) — український співак, гітарист, член музичного гурту «Табула Раса». Є одним із засновників української Нової хвилі.

## Біографія
Олег Лапоногов народився у місті Броди, що на Львівщині в сім'ї відставного пілота і вчительки молодших класів. Все своє дитинство Олег провів в Сумах, про які досить тепло та райдужно відгукується у своїх спогадах. Навчався у школах № 12 та № 26. У юності мріяв стати космонавтом, пілотом, художником і навіть хірургом. Першу свою гітару «Орфей» Олегу подарувала мати, яку придбала за 50 карбованців, коли  він навчався у 8-му класі. Починаючи займатися музикою, Олег особливих успіхів тоді не відчув. Як і батько, вступив до сумського аероклубу та отримав звання «Молодшого лейтенанта». Після здобуття середньої освіти подав документи до «Ставропольського вищого училища ППО», та на останньому іспиті вирішив змінити свою спеціальність і вступив до Київського театрального університету. Сам музикант описує свій вступ до ВУЗа досить комічно: випивши пляшку пива для сміливості, він станцював "вірьовочку" та вдарився спиною об вантажі, що тримали лаштунки, які врешті-решт його і накрили. Наступного року вступив на курс Валентини Зимньої та Юрія Висоцького. З усіх предметів, окрім акторської майстерності, нічого не тямив, за його словами. В дипломних спектаклях грав Квазімодо із «Собору Паризької Богоматері». Дуже хотів влаштуватись в «Молодіжний театр», але там брали лише киян. Режисер Володимир Бегма хотів взяти Олега до оперного театру, та акторська трупа проголосувала за іншого актора. Олег побачив на дереві навпроти входу до інституту оголошення про те, що гурт «Абріс» (майбутня «Табула Раса») шукає вокаліста. Спочатку хлопці грали щось на зразок арт-року, та з приходом Олега репертуар кардинально змінився та назву було змінено. Олег запропонував колективу свої пісні, і вже з 1989 року можна відраховувати старт його музичної кар'єри.
Гурт «Табула Раса» (з латини — «чиста дошка»), створений університетськими друзями, отримав всеукраїнське визнання лише з п'ятим альбомом. Зате потім нагороди посипалися з усіх боків. У 1997 році «Табула Раса» отримала премію «Золота Жар-птиця» в номінації «найкращий поп-гурт України». Національний музичний рейтинг «Профі» поставив колектив на друге місце відразу в двох категоріях — поп- і рок-виконавців. Але, перебуваючи на піку популярності, 1998-го року Олег приймає рішення перестати займатися музикою і майже на п'ять років зникає з музичних радарів. За його словами, він просто хотів абстрагуватися від соціуму. Офіційним відродженням колективу сміливо можна вважати випуск альбому «Цветочные календари». Камбек вийшов більш ніж успішним — 2005 рік став для гурту врожайним на різного роду премії та нагороди. Від телеканалу Інтер колектив отримав премію «Пісня року 2005». «Арт-брендом року» його визнали у номінації «Найкращі вітчизняні та зарубіжні виконавці і колективи» на церемонії нагородження переможців Всенародного рейтингу «Бренд року 2005». За словами Олега, зараз його головна мета - просто творити якісну музику. «Якщо хочеш любов подарувати, то будеш робити свою справу добре і все прийде. Популярними на довгі роки стають тільки ті пісні, в яких багато любові», — вважає він.
Олег періодично приїжджає в Суми до батьків і щиро любить місто, в якому виріс. «Суми - моє найулюбленіше місто, іншого такого немає. Там улюблена вулиця, друзі дитинства. Зараз із задоволенням повертаюся. Де б ти не був, все одно тягне додому. Я як кіт: гуляє-гуляє, а потім все одно додому повертається. У Сумах специфічні люди і особливий менталітет, який неможливо передати. У плані гумору такого ніде немає. Інший раз друкованим текстом висловити неможливо, та й незручно стає», — каже Олег.

## Дискографія

### Табула Раса
- 1990 — «8 рун»
- 1993 — «Side by Sun»
- 1993 — «Путешествие в Паленке»
- 1994 — «Radiodonor»
- 1997 — «Сказка про май»
- 1998 — «Бетельгейзе»
- 2003 — «Табула Раса. Рок Легенды Украины»
- 2005 — «Цветочные календари»
- 2007 — «Музыка Народов Птиц»
- 2014 — «Рисунки на этаже»
- 2017 — «Июль»